# باگیو
باگیو (به لاتین: Baguio) یک شهر بزرگ و شهر در فیلیپین است که در Cordillera Administrative Region واقع شده‌است.

## خصوصیات
باگیو ۵۷٫۵۱ کیلومترمربع مساحت و ۳۱۸٬۶۷۶ نفر جمعیت دارد و ۱٬۵۴۰ متر بالاتر از سطح دریا واقع شده‌است.

## خواهرخوانده
شهرهای Taebaek، هونولولو، والهو، کالیفرنیا و هانیو، خواهرخوانده‌های باگیو هستند.